# Brian Friel
Pour les articles homonymes, voir Friel.
Brian Friel, né Bernard Patrick Friel le 9 janvier 1929 à Omagh (comté de Tyrone) en Irlande du Nord et mort le 2 octobre 2015 à Greencastle (Omagh) (Comté de Donegal), est un dramaturge nord-irlandais.

## Biographie
Brian Friel est considéré comme le plus grand dramaturge irlandais de la seconde moitié du 20e siècle[réf. nécessaire]. On[Qui ?] l'a surnommé « le Tchekhov irlandais »[réf. nécessaire], et un critique dublinois[Lequel ?] a parlé de lui comme d'un « trésor national ». 
Né le 9 janvier 1929 à Killyclogher, près d'Omagh, dans le comté de Tyrone, en Irlande du Nord, il est le fils de Sean Friel, un directeur d'école primaire, et de son épouse Mary McLoone, receveuse des postes.
En 1939 la famille Friel s'installe à Derry, où le père obtient un poste d'enseignant à l'école de Long Tower - école que fréquente le jeune Brian. Puis il fait ses études secondaires au College St Columb de Derry. À partir de 1945 il est séminariste au College St Patrick de Maynooth, non loin de Dublin. Il obtient sa licence en 1948, mais il ne devient pas prêtre.
Dès 1949 il enseigne les mathématiques dans divers établissements primaires et secondaires de Derry - fonction qu'il exercera jusqu'en 1960.
En 1951 il publie sa première nouvelle dans la revue littéraire mensuelle The Bell. En 1954 il épouse Anne Morrison. (Le couple aura quatre filles et un fils.)
Sa première pièce radiophonique, A Sort of Freedom, est diffusée par la BBC d'Irlande du Nord le 16 janvier 1958. Une deuxième œuvre, To This Hard House, est diffusée le 24 avril.
En 1959, le magazine américain The New Yorker publie pour la première fois une de ses nouvelles, intitulée The Skelper. C'est le début d'une collaboration régulière et durable, qui permet à Brian Friel de gagner un peu d'argent.
La première pièce de théâtre de Friel, The Francophile (renommée ensuite A Doubtful Paradise) est représentée à partir du 23 août 1960 à Belfast par la compagnie Group Theatre. Brian Friel renonce à sa carrière d'enseignant pour se consacrer pleinement à l'écriture.
Le 6 août 1962, c'est la première de sa pièce The Ennemy Within au Queen's Theatre de Dublin. La même année, il publie son premier recueil de nouvelles, The Saucer of Larks. Il commence à écrire une rubrique hebdomadaire pour le quotidien The Irish Press.

### Une rencontre décisive
L'année 1963 est importante pour Friel. D'abord, sa pièce The Blind Mice est jouée à Dublin, à l'Eblana Theatre. Mais surtout, il passe plusieurs mois aux États-Unis, à Minneapolis, invité par le metteur en scène Tyrone Guthrie, qui l'autorise à assister aux répétitions de Hamlet qu'il dirige dans son tout nouveau Guthrie Theater.
Ce séjour en Amérique inspire à Brian Friel la pièce qui le rendra célèbre : Philadelphia, Here I Come qui est représentée avec un grand succès à partir du 28 septembre 1964 au Gaiety Theatre de Dublin. La pièce est reprise à Broadway le 6 octobre 1966, au Helen Hayes Theater, et les représentations new-yorkaises durent plus de neuf mois. Toujours en 1966, Brian Friel publie son deuxième recueil de nouvelles, The Gold in the Sea.
La première de sa nouvelle pièce, The Loves of Cass McGuire, a lieu le 10 avril 1967 à l'Abbey Theatre de Dublin, et son succès se poursuit jusqu'au 29 juillet. Philadelphia, Here I Come est donné à Londres, au Lyric Theatre, du 20 septembre au 4 novembre. Et Lovers est joué à Dublin, au Gate Theatre, du 18 juillet au 30 septembre.
En 1968, Lovers est reprise à New York dans le cadre du Festival du Lincoln Center, du 25 juillet au 14 septembre, avant de poursuivre sa carrière durant plus de trois mois au Music Box Theatre et dans une tournée à travers toute l'Amérique. À la fin de l'année, Crystal and Fox est représenté au Gaiety Theatre de Dublin, du 12 novembre au 6 décembre.
En 1969 Brian Friel s'installe dans le village de Muff, au nord-est du comté de Donegal. Lovers est reprise à Londres, au Fortune Theatre, du 25 août au 20 septembre. Friel passe l'année 1970 invité comme écrivain en résidence au Magee College, un campus de l'Université d'Ulster situé à Derry. C'est à cette époque qu'il écrit The Gentle Island. La pièce est jouée à l'Olympia Theatre de Dublin du 30 novembre au 18 décembre 1971.
Toute l'Irlande commémore aujourd'hui la date du 30 janvier 1972, qui est celle du Bloody Sunday : lors d'une manifestation pacifique à Derry en faveur des droits civiques, l'armée britannique a ouvert le feu, tuant quatorze personnes et faisant de nombreux blessés. C'est à ce triste événement que se réfère la pièce de Brian Friel The Freedom of the City, dont la première a lieu presque simultanément à l'Abbey Theatre de Dublin et au Royal Court Theatre de Londres à la fin de février 1973. La pièce est ensuite jouée à Chicago, au Goodman Theatre, du 9 octobre au 11 novembre. Elle est reprise en 1974, d'abord à Washington (du 23 janvier au 9 février) puis à New York.
En 1975 Brian Friel est élu à l'Académie Irlandaise des Lettres. Sa nouvelle pièce, Volunteers, est jouée à l'Abbey Theatre de Dublin du 5 mars au 5 avril.
La BBC d'Irlande du Nord diffuse en 1976 ses deux courtes pièces pour la télévision, Farewell to Ardstraw et The Next Parish, qui ont pour sujets la Grande Famine et l'émigration vers l'Amérique.
Le 24 mars 1977, c'est la première de Living Quarters à l'Abbey Theatre de Dublin. La pièce est reprise à l'automne, du 12 septembre au 5 octobre.
En 1979, toujours à l'Abbey Theatre de Dublin, ont lieu les premières représentations de Aristocrats (du 8 au 31 mars, puis du 23 juillet au 25 août). La même année, Faith Healer est joué à New York, au Longacre Theatre, à partir du 5 avril. La première irlandaise de cette nouvelle pièce prend place le 28 août 1980 à l'Abbey Theatre de Dublin.
Toujours en 1980, Brian Friel fonde avec l'acteur Stephen Rea la Compagnie théâtrale Field Day, qui se fixe comme objectif la mise en valeur de l'identité irlandaise, longtemps occultée par le colonialisme. La première production de cette compagnie est la pièce de Brian Friel Translations, jouée à l'hôtel de ville de Derry à partir du 23 septembre, avant de partir en tournée dans l'Irlande du Nord et du Sud, et de connaître ensuite un grand succès à travers le monde. 
En 1981 a lieu la première britannique de Faith Healer, au Royal Court Theatre de Londres. Translations est joué à New York, au Manhattan Theatre Club, du 14 avril au 17 mai, puis à Londres, au Hampstead Theatre Club, du 12 mai au 13 juin. La pièce est ensuite reprise au Lyttelton Theatre, pour 72 représentations entre août et décembre.
La production de Field Day pour cette année 1981 est Three Sisters de Brian Friel, d'après Anton Tchekhov : la première a lieu à Derry le 8 septembre, puis la pièce part en tournée à travers l'Irlande.
The Communication Cord, la seule pièce vraiment comique de Friel, est représentée à Derry à partir du 21 septembre 1982, et elle a droit elle aussi à une tournée. Brian Friel déménage pour s'installer à Greencastle, dans le comté de Donegal. Il est élu membre de l'Aosdána, l'académie irlandaise pour la promotion des arts.
En 1983 c'est la première londonienne de The Communication Cord, au Hampstead Theatre Club : la pièce est jouée du 7 mai au 11 juin. La télévision irlandaise (RTÉ) réalise un documentaire sur Brian Friel et sur Field Day.
En France, Pierre Laville fait une adaptation assez libre de Translations sous le titre de La Dernière Classe. La pièce est jouée en septembre 1984 au Théâtre des Mathurins, dans une mise en scène de Jean-Claude Amyl, avec Pascal Greggory dans le rôle du Lieutenant Yolland.
Peu de temps après, Laurent Terzieff découvre Faith Healer, et il s'enthousiasme pour cette pièce. Il en fait réaliser par Pol Quentin une adaptation intitulée Témoignages sur Ballybeg, qui est jouée en janvier 1986 au Théâtre du Lucernaire, avec pour interprètes Pascale de Boysson, Laurent Terzieff et Jacques Marchand.
L'année 1986 est aussi marquée par la publication, grâce aux soins de Brian Friel, du livre de Charles McGlinchey The Last of the Name (traduit en 1999 par Maurice Polard sous le titre Le dernier du nom, aux Editions Ouest-France). C'est l'autobiographie d'un tisserand du Donegal au début du 20e siècle : un document humain émouvant sur une époque révolue. 
En 1987 Friel est nommé sénateur ; cette expérience ne le passionne guère, et il renoncera à son mandat deux ans plus tard. Fathers ans Sons, son adaptation théâtrale du roman de Tourgueniev, est joué à Londres, au Lyttelton Theatre, à partir du 9 juillet.
Sa pièce Aristocrats est reprise à Londres au début de 1988, au Hampstead Theatre, et elle remporte le Drama Award for the Best Play décerné par le quotidien Evening Standard. La même année voit la première américaine de Fathers and Sons, au Long Wharf Theatre de New Haven (mars-avril), puis la première irlandaise de cette même pièce au Gate Theatre de Dublin (juin-juillet). Toujours en 1988, son nouveau drame, Making History est créé par la Compagnie Field Day à l'hôtel de ville de Derry le 30 septembre, avant de partir en tournée. Cette pièce sera la dernière que Friel écrira pour Field Day.
En 1989, le troisième programme radio de la BBC consacre une saison de six pièces à Brian Friel, qui devient le premier dramaturge vivant à être ainsi honoré. Aristocrats est joué à New York, au Manhattan Theatre Club, et reçoit à cette occasion le Prix du Cercle des Critiques new-yorkais. En France, Derry, les citoyens d'honneur (traduction de The Freedom of the City par Christine Degoul et Patrick Rafroidi) est diffusé sur France Culture le vendredi 22 décembre 1989 (avec Dominique Mac Avoy, Georges Wilson, Michael Lonsdale, Vernon Dobtcheff, etc.)
Le 24 avril 1990 a lieu la première de Dancing at Lughnasa à l'Abbey Theatre de Dublin. En octobre la pièce est reprise à Londres, au Lyttelton Theatre, où elle remporte simultanément trois prix importants.
En 1991, Dancing at Lughnasa est repris à New York, au Plymouth Theatre : la pièce est jouée pendant une année entière. En décembre, lancement à Dublin de la grande Field Day Anthology of Irish Writing en trois volumes ; Friel assiste à l'événement et y prononce un discours mémorable.
En janvier 1992, sa courte pièce humoristique The London Vertigo (adaptée de Charles Macklin) est jouée à Dublin, au Andrew's Lane Theatre. Toujours à Dublin, on donne à partir du 4 août, au Gate Theatre, sa nouvelle pièce A Month in the Country (d'après l'œuvre de Tourgueniev). Dancing at Lughnasa remporte plusieurs prix à New York, dont celui de la meilleure pièce.
Wonderful Tennessee (qui ressemble un peu à une comédie musicale, tant la musique y joue un rôle important) est donné à l'Abbey Theatre de Dublin à partir du 30 juin 1993. La pièce est reprise le 24 octobre à New York, au Plymouth Theatre, mais pour une fois le succès n'est pas au rendez-vous : la production s'arrête au bout de 9 représentations.
En 1994 Friel démissionne de Field Day. La première de Molly Sweeney a lieu le 9 août au Gate Theatre de Dublin ; la pièce poursuit sa carrière à partir du 3 novembre à l'Almeida Theatre de Londres. Il faut attendre 1996 pour que Molly Sweeney soit joué à New York, au Roundabout Theatre, à partir du 7 janvier ; la pièce remporte pas moins de trois prix dramatiques.
À Paris, la pièce Les Saisons de l'Amour (traduction de Lovers par Godeleine Carpentier et Françoise Vreck) est jouée à l'Espace Château Landon du 7 mai au 15 juin 1996 par la Compagnie des Saisons. Mise en scène d'Annabelle Roux, avec Barbara Tissier, Hervé Rey, Arlette Thomas et Jean-Pierre Denys. Puis, de février à avril 1997, c'est Molly S. (traduction de Molly Sweeney par Alain Delahaye) qui est représentée au Théâtre de la Colline sur une mise en scène de Jorge Lavelli, avec Caroline Silhol, Patrick Chesnais et Michel Duchaussoy.
En 1997 c'est également la première de Give Me Your Answer, Do! le 12 mars à l'Abbey Theatre de Dublin.

### Consécration
1998 est une année riche en événements. Il y a d'abord la sortie de la version cinéma de Dancing at Lughnasa (Les Moissons d'Irlande en français), réalisée par Pat O'Connor, sur un scénario de Frank McGuinness (en). Meryl Streep et Catherine McCormack en sont les principales vedettes. Le 26 mars, c'est la première londonienne de Give Me Your Answer, Do! au Hampstead Theatre Club. Puis la nouvelle pièce de Friel, Uncle Vanya (une adaptation personnelle de l'œuvre de Tchekhov) est jouée à Dublin, au Gate Theatre, à partir du 6 octobre.
En 1999, le soixante-dixième anniversaire de Brian Friel est célébré à Dublin par diverses productions. Dancing at Lughnasa et The Freedom of the City sont données à l'Abbey Theatre, ainsi que Living Quarters et Making History au Peacock Theatre. Aristocrats est jouée au Gate Theatre, de même qu'une production itinérante de A Month in the Country par la Royal Shakespeare Company. Il y a des conférences à l'Abbey Theatre, et un colloque d'une journée à l'University College de Dublin. L'Irish University Review fait paraître un numéro spécial sur Friel, et une exposition est organisée à la Bibliothèque Nationale d'Irlande. Plusieurs des productions théâtrales sont reprises à New York, dans le cadre du Festival du Lincoln Center. C'est également à New York, au Roundabout Theatre, qu'a lieu la première américaine de Give Me Your Answer, Do!.
La France prend part elle aussi à ces hommages : en novembre et décembre 1999 Danser à Lughnasa (traduction incorrecte de Dancing at Lughnasa par Jean-Marie Besset) est joué à la MJC93 de Bobigny, dans une mise en scène d'Irina Brook, avec Josiane Stoléru et Corinne Jaber.
La société Ferndale Films produit en 2000 un documentaire télévisé de 60 minutes intitulé Brian Friel. Le texte est écrit par le grand dramaturge Thomas Kilroy, et Friel participe activement à l'entreprise.
En 2001, la National Library of Ireland (Bibliothèque Nationale d'Irlande) fait l'acquisition des archives de Brian Friel. Sa pièce The Yalta Game (adaptée de la nouvelle de Tchekhov La Dame au Petit Chien) est jouée au Gate Theatre de Dublin du 2 octobre au 17 novembre.
Le Gate Theatre donne également, du 5 mars au 20 avril 2002 deux nouvelles pièces d'après Tchekhov : The Bear et Afterplay. Les deux sont reprises au Festival de Spoleto, en Caroline du Sud, du 23 mai au 9 juin. Puis Afterplay est joué à Londres, au Gielgud Theatre, du 10 septembre au 1er décembre. Presque simultanément, Uncle Vanya connaît sa première londonienne au Donmar Warehouse en septembre.
En 2003 Brian Friel fait jouer sa nouvelle œuvre, Performances - une pièce relatant un épisode de la vie de Janáček, avec la présence sur scène d'un quatuor à cordes - au Gate Theatre de Dublin du 30 septembre au 25 octobre.
En France, en avril 2004, on donne une reprise de Danser à Lughnasa (traduction de Dancing at Lughnasa par Jean-Marie Besset) au Théâtre du Soleil (Cartoucherie de Vincennes). La mise en scène est de Guy Freixe. Puis, de janvier à mars 2005, Molly (traduction de Molly Sweeney par Alain Delahaye) connaît un grand succès au Théâtre de la Gaîté-Montparnasse. La mise en scène est de Laurent Terzieff, qui joue lui-même le rôle de Monsieur Rice, accompagné par Caroline Silhol et Fabrice Luchini.
Le 1er février 2005 a lieu à Dublin, au Gate Theatre, la première de The Home Place. Cette pièce est ensuite donnée au Comedy Theatre de Londres, du 7 mai au 13 août ; elle y remporte le Prix de la Meilleure Pièce de l'Année décerné par l'Evening Standard.
En février 2006 Brian Friel est élu au rang de Saoi - un terme que l'on peut traduire par Sage. C'est le plus grand honneur qui puisse être conféré à un membre de l'Aosdána. Également en février 2006, sa pièce Guérisseur (traduction de Faith Healer par Alain Delahaye) est jouée en France, à Auray et dans plusieurs villes de Bretagne. En février-mars 2006 une nouvelle production de Faith Healer fait salle comble au Gate Theatre de Dublin. À partir du 4 mai cette production est reprise à Broadway, au Booth Theatre, où Ingrid Craigie (en) est remplacée par Cherry Jones. La pièce est nommée quatre fois pour une Tony Award.
Le 30 septembre 2008, au Gate Theatre de Dublin, a lieu la première de Hedda Gabler (une recréation originale et personnelle d'après l'œuvre d'Ibsen). Personne ne l'imagine à ce moment, mais ce sera malheureusement la dernière pièce de Friel.
En juin 2009, en l'honneur des 80 ans de Brian Friel, le Centre Culturel Irlandais de Paris organise A Feast of Friel : 4 journées successives de conférences, représentations et projections, avec notamment la participation de Thomas Kilroy (en) et de Laurent Terzieff, et en présence de l'auteur.
Le premier grand succès de Friel, Philadelphia, Here I Come, est repris en mars-avril 2010 à Dublin, au Gaiety Theatre, dans une mise en scène de Dominic Dromgoole.
À Paris, d'octobre à décembre 2011, est donnée Une Autre Vie (traduction de Afterplay par Alain Delahaye) au Théâtre La Bruyère, mise en scène de Benoît Lavigne, avec Marie Vincent et Roland Marchisio.
Après 2011 la santé de Friel commence à se dégrader. Il éprouve de plus en plus de difficulté à marcher, et il n'écrit plus. De fin septembre à la mi-novembre 2015, à Paris, est jouée Danser à la Lughnasa (traduction de Dancing at Lughnasa par Alain Delahaye) au Théâtre de l'Atelier, dans une mise en scène de Didier Long, avec Lena Breban, Lou de Lâage, Philippe Nahon, Lola Naymark, Claire Nebout, Florence Thomassin, Bruno Wolkowitch et Alexandre Zambeaux. 
Friel meurt chez lui, le 2 octobre 2015, à 86 ans, des suites d'un cancer de l'œsophage. À sa demande il est enterré dans un cercueil en osier au cimetière de Glenties.

## Œuvres
- 1962 : The Saucer of Larks (nouvelles)
- 1965 : Philadelhia, Here I come ! - en français : Philadelphie, mon amour, traduit par Philippe Lepez et Patrick Rafroidi, dans Brian Friel, Théâtre, Presses Universitaires de Lille, 1982. Également : Philadelphie, à nous deux !, traduit par Alain Delahaye, L'Avant-scène théâtre, 2010.
- 1966 : The Gold in the sea (nouvelles)
- 1966 : The loves of Cass McGuire - en français : Les Amours de Cass McGuire, traduit par Godeleine Carpentier et Françoise Vreck dans Brian Friel, Théâtre, Presses Universitaires de Lille, 1982. Également : Les Amours de Cass McGuire, traduit par Alain Delahaye, L'Avant-scène théâtre, 2010.
- 1968 : Lovers (Winners - Losers) - en français : Les Saisons de l'Amour, traduit par Godeleine Carpentier et Françoise Vreck dans Brian Friel, Théâtre, Presses Universitaires de Lille, 1982. Également : Amants (Gagnants - Perdants), traduit par Alain Delahaye, L'Avant-scène théâtre, 2010.
- 1970 : Crystal and Fox - en français : Crystal et Fox, traduit par Alain Delahaye, L'Avant-scène théâtre, 2010.
- 1970 : The Mundy Scheme - pas encore traduit.
- 1973 : The Gentle Island.
- 1974 : The Freedom of the City - en français : Derry : les citoyens d'honneur, traduit par Christine Degoul et Patrick Rafroidi dans Pièces pour l'Irlande, Presses Universitaires de Lille, 1982.
- 1975 : The Ennemy Within
- 1978 : Living Quarters
- 1979 : Volunteers.
- 1979 : Selected Stories (nouvelles).
- 1980 : Faith Healer - en français : Guérisseur, traduit par Alain Delahaye, L'Avant-scène théâtre, 2009.
- 1980 : Aristocrats
- 1981 : Translations - en français : Traductions, traduit par Alain Delahaye, L'Avant-scène théâtre, 2009.
- 1981 : Three sisters (d'après Tchekhov)
- 1983 : The Communication Cord - en français : Communication, traduit par Alain Delahaye, L'Avant-scène théâtre, 2009.
- 1987 : Fathers and sons (d'après Tourgueniev)
- 1989 : Making History
- 1990 : Dancing at Lughnasa - en français : Danser à la Lughnasa, traduit par Alain Delahaye, L'Avant-scène théâtre, 2009.
- 1990 : The London Vertigo
- 1992 : A Month in the Country (d'après Tourgueniev)
- 1993 : Wonderful Tennessee
- 1994 : Molly Sweeney - en français : Molly S., traduit par Alain Delahaye, Actes Sud-Papiers, 1997. Également : Molly Sweeney, nouvelle traduction par Alain Delahaye, L'Avant-scène théâtre, 2009.
- 1997 : Give me your answer, do ! - en français : La Réponse, traduit par Alain Delahaye, Les Éditions du Laquet, 2003.
- 1998 : Uncle Vanya (d'après Tchekhov)
- 2002 : Three Plays after (The Yalta Game, The Bear, Afterplay) - en français : Trois Pièces Selon (Le Jeu de Yalta, L'Ours, Une Autre Vie), traduit par Alain Delahaye, L'Avant-scène théâtre, 2009.
- 2003 : Performances
- 2005 : The Home Place - en français : La Terre Natale, traduit par Alain Delahaye, L'Avant-scène théâtre, 2009.
- 2008 : Hedda Gabler (d'après Ibsen).

### Bibliograhie
- 1973 : D. E. S. Maxwell, Brian Friel, Bucknell University Press, Lewisburg.
- 1988 : Ulf Dantanus, Brian Friel, a study, Faber and Faber, Londres.
- 1988 : Diarmuid Sheehan, Philadelhia, Here I Come !, Exemplar Publications Ltd, Ashbourne, Irlande.
- 1990 : George 0'Brien, Brian Friel, Twayne Publishers, Boston.
- 1990 : Richard Pine, Brian Friel and Ireland's Drama, Routledge, Londres et New York.
- 1993 : Alan Peacock, The Achievement of Brian Friel, Colin Smythe Ltd, Gerrards Cross, Angleterre.
- 1995 : Elmer Andrews, The Art of Brian Friel, Macmillan Press Ltd, Londres.
- 1995 : George O'Brien, Brian Friel, a reference Guide, Simon and Schuster Macmillan, New York.
- 1997 : Martine Pelletier, Le théâtre de Brian Friel : Histoire et Histoires, Presses Universitaires du Septentrion, Lille.
- 1997 : William Kerwin, Brian Friel, a Casobook, Garland Publishing Inc., New York et Londres.
- 1999 : F. C. McGrath, Brian Friel's (Post)Colonial Drama, Syracuse University Press, Syracuse.
- 1999 : Richard Pine, The Diviner : The Art of Brian Friel, University College Dublin Press, Dublin.
- 1999 : Christopher Murray (éditeur), Brian Friel : Essays, Diaries, Interviews, 1964-1999, Faber and Faber, Londres.
- 1999 : Nicholas Grene, The Politics of Irish Drama (Plays in context from Boucicault to Friel), Cambridge University Press, Cambridge, Angleterre.
- 2000 : John Brannigan, Translations, Brian Friel, York Press, Londres.
- 2000 : Nesta Jones, Brian Friel, a Faber Critical Guide, Faber and Faber, Londres.
- 2000 : Paul Delaney (éd.), Brian Friel in Conversation, The University of Michigan Press, Ann Arbor.
- 2002 : Richard Harp et Robert C. Evans, A Companion to Brian Friel, Locust Hill Press, West Cornwall.
- 2002 : Tony Corbett, Brian Friel, Decoding the Language of the Tribe, The Liffey Press, Dublin.
- 2003 : Joan FitzPatrick Dean, Dancing at Lughnasa, Cork University Press, Cork, Irlande.
- 2003 : Tony Coult, About Friel, The Playwright and the Work, Faber and Faber, Londres.
- 2004 : David Grant, The Stagecraft of Brian Friel, Greenwich Exchange, Londres.
- 2006 : Anthony Roche (éd.), The Cambridge Companion to Brian Friel, Cambridge University Press, Cambridge, Angleterre.
- 2006 : Donald E. Morse, Csilla Bertha et Mária Kurdi (Eds), Brian Friel's Dramatic Artistry, Carysfort Press, Dublin.
- 2006 : Rachel Hewitt, Making History, York Press, Londres.
- 2006 : Virginie Roche-Tiengo, Music as an Apolline and a Dionysiac Ritual in the Theatre of Brian Friel, Presses universitaires de Caen
- 2007 : Sccott Boltwood, Brian Friel, Ireland, and the North, Cambridge University Press, Cambridge, Angleterre.
- 2010 : Geraldine Higgins, Brian Friel, Northcote House Publishers, Tavistock, Angleterre.
- 2011 : Anthony Roche, Brian Friel, Theatre and Politics, Palgrave Macmillan, Basingstoke, Angleterre.
- 2013: Maria Szasz, Brian Friel and America, Glasnevin Publishing, Dublin.
- 2013 : Richard Rankin Russell, Modernity, Community and Place in Brian Friel's Drama, Syracuse University Press, Syracuse.
- 2013 : Mahmoud Gaber, The Alienated self in the lays of Brian Friel, Familial, Political and Cultural Alienation, Scholar's Press.
- 2014 : Christopher Murray, Csilla Bertha, David Krause et Shaun Richards, The Theatre of Brian Friel : Tradition and Modernity, Bloomsbury Methuen Drama, Londres.